# Вовчук Володимир Васильович
Володимир Васильович Вовчук — старший солдат 10-ї окремої гірсько-штурмової бригади Збройних Сил України, учасник російсько-української війни, який загинув у ході російського вторгнення в Україну.

## Життєпис
Народився 1988 року в селі Ганнусівці Тисменецького району (з 2020 року — Єзупільської селищної територіальної громади) Івано-Франківського району. 
В 2014 році пішов добровольцем у війні на сході України. З початком російського вторгнення в Україну перебував на передовій. 
Загинув 13 березня 2022 року в боях за Харків. Чин прощання із загиблим відбувся в рідному селі Єзупільської селищної територіальної громади на Івано-Франківщині. Попрощалися із загиблим у церкві Різдва Пресвятої Богородиці, де священники усіх сусідніх парафій відправили чин похорону. Біля могили Володимира Вовчука у середині квітня 2022 року поховали односельця Олександра Авдєєва.

## Нагороди
- орден «За мужність» III ступеня (2022, посмертно) — за особисту мужність і самовіддані дії, виявлені у захисті державного суверенітету та територіальної цілісності України, вірність військовій присязі.

## Вшанування пам'яті
- Вірш. Пам'яті однокласника Володимира Вовчука. на YouTube